# Felice Chow
Felice Chow, född 15 juni 1977, är en trinidadisk roddare.
Chow tävlade för Trinidad och Tobago vid olympiska sommarspelen 2016 i Rio de Janeiro, där hon slutade på 22:a plats i singelsculler. Vid olympiska sommarspelen 2020 i Tokyo slutade Chow på första plats i D-finalen i singelsculler, vilket var totalt 19:e plats i tävlingen.